# Gonzalo de Tapia
Gonzalo de Tapia (1561, León, España - Taborapa, Sinaloa, 11 de julio de 1594) fue un misionero jesuita, protomártir de la provincia interna de la Nueva Navarra y fundador de la primera misión permanente de los jesuitas en la Nueva España.
Criado en el colegio de la Compañía de Jesús en León, llevado desde muy niño (1571) por su padre Gonzalo de Tapia. Heredero único del título y nobleza de su casa debido a la muerte de sus dos únicos hermanos que lucharon entre los soldados de Felipe II.
Desde joven demuestra su valor, en el invierno de 1572-1573 tres padres jesuitas españoles atravesaban Francia, camino a Roma, a la congregación general que había de elegir sucesor de Borja. Eran: Gil González de Ávila, provincial de Castilla, Juan Suárez y Martín Gutiérrez. Algunos calvinistas de Cardelat los encerraron en la torre del castillo, e hirieron de muerte a Martín Gutiérrez. Los estudiantes de León tuvieron noticias y Gonzalo de Tapia acudió, aún con su temprana edad de 12 años, a ofrecer rescate y pagar una fuerte suma de su propio peculio.
Entró como miembro de la Compañía de Jesús en el colegio de León a los 16 años de edad, el día de la Ascensión del Señor (26 de mayo) en el año de 1576. Hace sus primeros votos en 1578 y se ordena sacerdote en 1585, uno de los sacerdotes rescatados en Cardelat, Juan Suárez, le ofrece los mejores puestos en su provincia, así como las primeras y más altas cátedras, las cual rechaza por no desearse ver a la cabeza de sus compañeros.
En 1585 es trasladado a las Indias de Nueva España, donde se dedica a aprender las lenguas locales tarasca y otomí, donde referencias dicen que llegó a aprender seis lenguas a la perfección. Se dedica a bautizar y hacer misión en Durango, Pátzcuaro, y San Luis de la Paz. Partiendo en 1591 para la provincia de Sinaloa.
En su fervor de la fe ordenó al alcalde Manuel de Maldonado que apresara y castigara al indio Nacabeba quien se resistía a adorar la cruz y a adoptar costumbres españolas, de ese modo el indio fue azotado lo que provocó una fuerte sublevación de los indios sinaloas y guasaves, rebelión que se extendió hasta el pueblo Deboropa o Tabalopa, donde ocurrió el martirio del padre Gonzalo de Tapia el día 11 de julio de 1594. Asesinado a manos del indio Nacabeba y otros siete más en el pueblo de Taborapa, Sinaloa.
Es considerado el fundador de la parroquia de San Luis Rey en Guanajuato, donde se conserva un retrato de su martirio, en Guadalajara, se le levantó una estatua y se veneraron sus reliquias. De misma manera, en el atrio parroquial de la iglesia de San Luis Rey hay una estatua de él. Finalmente, el colegio de las madres mínimas y una calle de la colonia La Banda en San Luis de la Paz en Guanajuato llevan su nombre.